# Sân bay quốc tế Marechal Cunha Machado
Sân bay quốc tế Marechal Cunha Machado (mã sân bay IATA: SLZ, mã sân bay ICAO: SBSL) là một sân bay phục vụ São Luís, Brasil. Năm 2013, sân bay này đã phục vụ 1,8 triệu lượt khách.
Tên gọi trước đây gọi là sân bay Tirirical. Kể từ ngày 17 tháng 10 năm 1985 sân bay được đặt tên theo Marechal Cunha Machado. 
Nó được điều hành bởi Infraero.

## Tuyến bay
| Hãng hàng không         | Các điểm đến |
| ----------------------- | --- |
| Azul Brazilian Airlines | Belo Horizonte-Confins, Belém, Campinas, Carajás, Fortaleza, Recife, Salvador da Bahia                                                                        |
| Aeromexico              | Thuê chuyến: Mexico City |
| Gol Airlines            | Belém, Brasília, Fortaleza, Imperatriz, Manaus, Recife, Rio Branco, Rio de Janeiro-Galeão, Salvador da Bahia, Santarém, São Paulo-Guarulhos, Teresina         |
| TAM Airlines            | Aracaju, Belém, Brasília, Campinas, Fortaleza, Imperatriz, Manaus, Recife, Rio de Janeiro-Galeão, Rio de Janeiro-Santos Dumont, Santarém, São Paulo-Guarulhos |